# Panorpa venosa
Panorpa venosa is een insect uit de orde van de schorpioenvliegen (Mecoptera), familie van de schorpioenvliegen (Panorpidae). De wetenschappelijke naam van de soort is voor het eerst geldig gepubliceerd door Westwood in 1846.
De soort komt voor in de Verenigde Staten.